# Abraxas kanshireiensis
Abraxas kanshireiensis là một loài bướm đêm trong họ Geometridae.